# Elijah Brown
Elijah Anthony Brown, (nacido el 19 de febrero de 1995 en Santa Ana (California), USA) es un jugador de baloncesto estadounidense que forma parte de la plantilla del Palmer Alma Mediterránea Palma de la Liga LEB Oro. Con 1.93 de estatura, su puesto natural en la cancha es el de escolta. Es hijo del entrenador de baloncesto Mike Brown, asistente de Golden State Warriors.

## Trayectoria
El jugador es hijo de una leyenda como Mike Brown (exjugador y entrenador NBA), empezó en Butler Bulldogs durante la temporada 2013-14 pero tras su año Freshman salió en dirección a New Mexico Lobos, pues preveía que en Butler no tendría condición de titular al tener por delante a Dunham y Roosevelt Jones. Allí permaneció dos temporadas desde 2015 a 2017 tras una temporada sin jugar. Gracias a sus números en New Mexico Lobos hizo que en su último año se fuera a Oregon Ducks, siendo titular aunque sin tanto ímpetu anotador con una media de 29 minutos, 13.6 puntos, 3.3 rebotes y 2.5 asistencias por encuentro.
Tras no ser drafteado en 2018, probó con varias franquicias y jugó el prestigioso PIT ’18, torneo de Séniors NCAA, destacando con 15.3 puntos de media. Además, jugó la liga de verano de la NBA con los Golden State Warriors, pasando a G-League durante la temporada 2018-19 en la que fue elegido en Draft y disputó 10 partidos en Grand Rapids Drive donde promedió 14 minutos, 5.4 puntos y 1.9 rebotes, siendo despedido en diciembre de 2018. 
En febrero de 2019 firmaría por el BC Dzūkija lituano para disputar la LKL, jugando 19 partidos  promediando 22 minutos, 13.8 puntos, 2.7 rebotes, 2.2 asistencias por encuentro.
Tras jugar la liga de verano de la NBA con Washington Wizards, comenzaría la temporada 2019-20 en las filas del NPC Rieti disputando la Serie A2 italiana, jugando 15 partidos en los promedió 28 minutos, 14.7 puntos, 4.5 rebotes, 2.9 asistencia), donde sería sustituido a principios de 2020 cuando el equipo italiano decidió buscar un cambio y fichar un base.
El 24 de febrero de 2020 se compromete con Club Baloncesto Breogán de Liga LEB Oro hasta el final de la temporada para sustituir al lesionado Roope Ahonen. En las filas del conjunto lucense solo pudo disputar dos encuentros antes de la cancelación de la LEB Oro por la pandemia del COVID-19, en los que promedió 13 créditos de valoración, con 10,5 puntos, 2 rebotes, 3,5 asistencias y 3 faltas recibidas por partido. 
El 14 de septiembre de 2020, firma como jugador del Oviedo Club  Baloncesto de Liga LEB Oro por una temporada. En las filas del conjunto ovetense disputó un total de 26 partidos con una media de 25,5 minutos por encuentro en los que anotó una media de 13,6 puntos por partido.
El 8 de noviembre de 2021, se convierte en nuevo jugador del Champagne Châlons Reims Basket de LNB Pro A, tras lesionarse el belga Jean Salumu y decidir el conjunto francés su incorporación.
El 7 de enero de 2022, firma por el Palmer Alma Mediterránea Palma de la Liga LEB Oro.